# Robert Monclar
Robert Monclar (Servian, Francia, 13 de agosto de 1930 - 4 de diciembre de 2012) fue un jugador de baloncesto francés. Consiguió tres medallas en competiciones internacionales con Francia.